# (19288) Egami
(19288) Egami es un asteroide perteneciente al cinturón de asteroides, región del sistema solar que se encuentra entre las órbitas de Marte y Júpiter.
Fue descubierto el 20 de marzo de 1996 por Kin Endate y Kazuro Watanabe desde el observatorio de Kitami.

## Designación y nombre
Designado provisionalmente como 1996 FJ5, fue nombrado en honor a Katsunori Egami (n. 1959) quien es el líder de los voluntarios astronómicos del Museo de Ciencias de Fukuoka. Es muy conocido en todo Kyushu como coleccionista de meteoritos.

## Características orbitales
Egami está situado a una distancia media del Sol de 2,573 ua, pudiendo alejarse hasta 2,897 ua y acercarse hasta 2,249 ua. Su excentricidad es 0,126 y la inclinación orbital 15,519 grados. Emplea 1507,81nbsp;días en completar una órbita alrededor del Sol.
Pertenece a la familia de asteroides de (170) María.

## Características físicas
La magnitud absoluta de Egami es 12,60. Tiene 8,990 km de diámetro y su albedo se estima en 0,263.